# 小行星5381
小行星5381（英語：5381 Sekhmet）是一颗围绕太阳公转的小行星。1991年5月14日，卡罗琳·舒梅克在帕洛马山发现了此天体。
該小行星以埃及神話的戰爭女神塞赫麥特命名。
这颗小行星的绝对星等为37.42209561024222等。